# Lee Jae-Hyuk
Lee Jae-Hyuk, född den 20 maj 1969 i Gyeongsangbuk-do, Sydkorea, är en sydkoreansk boxare som tog OS-brons i fjäderviktsboxning 1988 i Seoul. I semifinalen förlorade Lee mot Daniel Dumitrescu från Rumänien i semifinalen.